# George Best Belfast City Airport
Luchthaven George Best Belfast City (Engels: George Best Belfast City Airport) (IATA: BHD, ICAO: EGAC) is een vliegveld tussen Belfast en Holywood. De luchthaven is de tweede van de stad, na Belfast International Airport. De naam George Best werd op 22 mei 2006 toegevoegd aan de officiële naam ter ere van een van de beroemdste voetballers van Noord-Ierland. De luchthaven telt meerdere verbindingen naar de rest van het Verenigd Koninkrijk en het vasteland van Europa.